# Marion Kilianowitsch
Marion Kilianowitsch (* 1962 in Ried im Innkreis) ist eine österreichische Bildhauerin.

## Leben und Wirken
Kilianowitsch lebt und arbeitet in Pramet gemeinsam mit Walter Kainz. Sie ist Mitglied des Oberösterreichischen Kunstvereins und in der Galerie Forum Wels.

## Werke (Auswahl)
Werke der Künstlerin befinden sich in der Kunstsammlung des Landes Oberösterreich. Die von ihr gestalteten Bilder sind geschweißt auf Aluminium oder Stahl, weitere Arbeiten sind Objekte aus Kunststoff und Präzisionswachs.
- Brunnenskulptur, Neuhofen im Innkreis, 2009
- Kapelle im Altenheim von Andorf
- Glasgestaltung der Raiffeisenkasse Pramet (gemeinsam mit Walter Kainz)
- Alten- und Seniorenheim Ried im Innkreis
- Taufraum und Bänke in der Pfarrkirche Enzenkirchen
- Wandgestaltung in der Hauptschule Andorf und im Musikheim Schildorn
- Wandinstallation auf dem Marktplatzcenter von Ried im Innkreis
- Skulptur „Miteinander“ aus Cortenstahl in Arbing
- Kapellengestaltung im Seniorenheim Liebiggasse Linz (gemeinsam mit Walter Kainz)

## Ausstellungen

### Einzelausstellungen
- Marion Kilianowitsch. Installation, Oberösterreichischer Kunstverein, Landeskulturzentrum Ursulinenhof, Linz (1999)
- Galerie Zauner Leonding
- Marion Kilianowitsch, Galerie Schloss Puchheim
- Galerie Marschner Wels
- Margret–Bilger–Galerie Schlierbach
- Galerie 20gerHaus Ried
- Kulturhaus Stelzhamermuseum Pramet
- Galerie am Lieglweg Neulengbach
- Mukufu Weibern
- Galerie Six am Attersee

### Gruppenausstellungen
- im Künstlerhaus Wien
- im Landeskulturzentrum Ursulinenhof, Linz,
- im Kubin-Haus Schloss Zwickledt, Wernstein,
- in der Galerie im Traklhaus, Salzburg,
- Museum Deggendorf (D)
- St. Anna Kapelle Passau (D)
- Minoriten Galerie Graz
- Galerie Zwach - Dorschvilla, Schörfling,
- Schloss Lamberg, Galerie ArtMark Wien,
- Museum of Contemporary Art Isfahan
- Lajevardi Foundation Teheran
- im Botanischen Garten Linz sind Arbeiten der Künstlerin zu sehen

## Auszeichnungen
- Talentförderungspreis des Landes Oberösterreich (1996)